# Staatsraad (Oostenrijk)

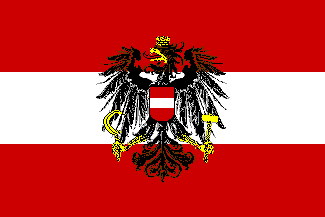
Vlag van Duits-Oostenrijk

De Staatsraad van Duits-Oostenrijk (Duits: Staatsrat), was de benaming van de voorlopige regering van de Republiek Duits-Oostenrijk (1918-1919).

## Geschiedenis
Aan het einde van de Eerste Wereldoorlog was de Donaumonarchie Oostenrijk-Hongarije verslagen door de Entente mogendheden. Op 17 oktober 1918 liet keizer Karel I van Oostenrijk een manifest publiceren waarin hij de volkeren van Cisleithanië (het Oostenrijkse deel van het Habsburgse rijk) opriep eigen parlementen en regeringen te vormen die afgevaardigden naar de Rijksraad in Wenen moesten sturen. De meeste leiders van de volkeren in Oostenrijk reageerden negatief en streefden naar directe onafhankelijkheid. Voorlopig waren alleen de Duitsers en de Roethenen bereid in te gaan op de oproep van de keizer.

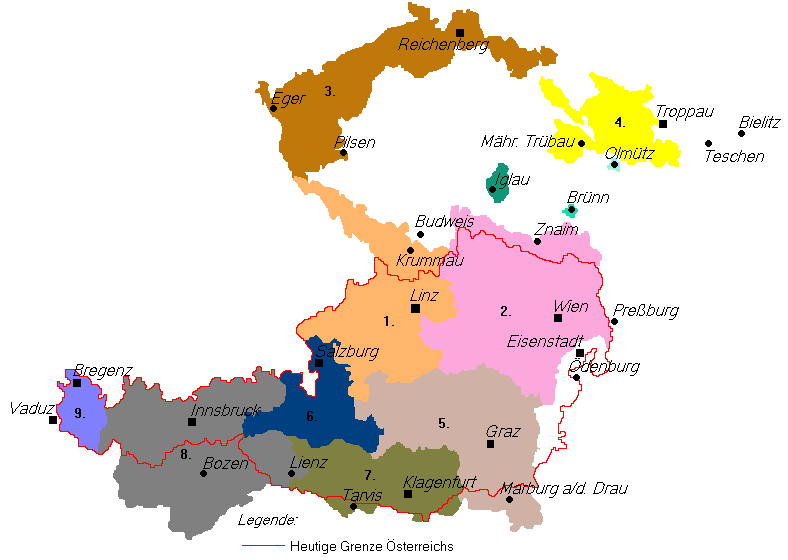
De door Duits-Oostenrijk geclaimde gebieden. De rode lijnen geven de grens aan die bij het Verdrag van Saint-Germain vastgesteld werd.

Op 21 oktober 1918 vond in de Landdag van Neder-Oostenrijk in Wenen de eerste bijeenkomst van de Voorlopige Nationale Vergadering van Duits-Oostenrijk bijeen. De Voorlopige Nationale Vergadering beschouwde zich als officiële vertegenwoordiging van de Duitsers in de Donaumonarchie en streefde naar een Duits-Oostenrijkse staat, voorlopig binnen het Habsburgse rijk. Alleen de linkervleugel van de Sociaal-Democratische Arbeiderspartij van Oostenrijk (SDAPÖ) was voorstander van een republikeinse staatsvorm. De Voorlopige Nationale Vergadering benoemde vervolgens een comité belast met het opstellen van een grondwet en koos een 20-koppig uitvoerend comité, de Staatsraad, die als een soort voorlopige regering fungeerde. De drie voorzitters van drie belangrijkste partijen, Viktor Adler (SDAPÖ), Johann Nepomuk Hauser (CS) en Franz Dinghofer (DnP), vormden samen met een notaris, Julius Sylvester en een Staatskanselier, Karl Seitz, het Directorium van de Staatsraad (Staatratdirektorium). Het Directorium was het feitelijke dagelijks bestuur van Duits-Oostenrijk.
Hoewel de rijksregering in Wenen aanvankelijk bang was dat de nieuwe staatsraad over zou gaan tot het uitroepen van een republiek, bleef dit uit. De keizer en zijn regering gingen over tot een de facto erkenning van het bestuur van Duits-Oostenrijk door haar op de hoogte te stellen van de wapenstilstandonderhandelingen met de Entente.
Op 31 oktober 1918 sprak de SDAPÖ zich tijdens een partijdag uit voor de republiek en kort daarop spraken de Christelijk-Sociale Partij (CS) en de Duits-Nationale Partij zich eveneens uit voor de afschaffing van de monarchie. In de daaropvolgende dagen viel de Donaumonarchie uiteen en ontstonden verscheidene zelfstandige staten, zoals Tsjecho-Slowakije en sloten andere volkeren zich bij bestaande staten aan, zoals Slovenië dat deel ging uitmaken van het Koninkrijk der Zuid-Slaven. Op 11 november 1918 deed keizer Karel afstand van zijn aandeel in de staatszaken en een dag later werd de Republiek Duits-Oostenrijk uitgeroepen. De Staatsraad werd nu het officiële bestuur van Duits-Oostenrijk en maakte aanspraak op alle gebieden waar Duitsers een meerderheid van de bevolking uitmaakten, zoals bijvoorbeeld het Sudetenland en Deutschböhmen. De Staatsraad beschouwde Duits-Oostenrijk niet als een voortzetting van Cisleithanië, maar een nieuwe staat, vergelijkbaar met Tsjecho-Slowakije en was in haar ogen dus ook nooit in oorlog geweest!

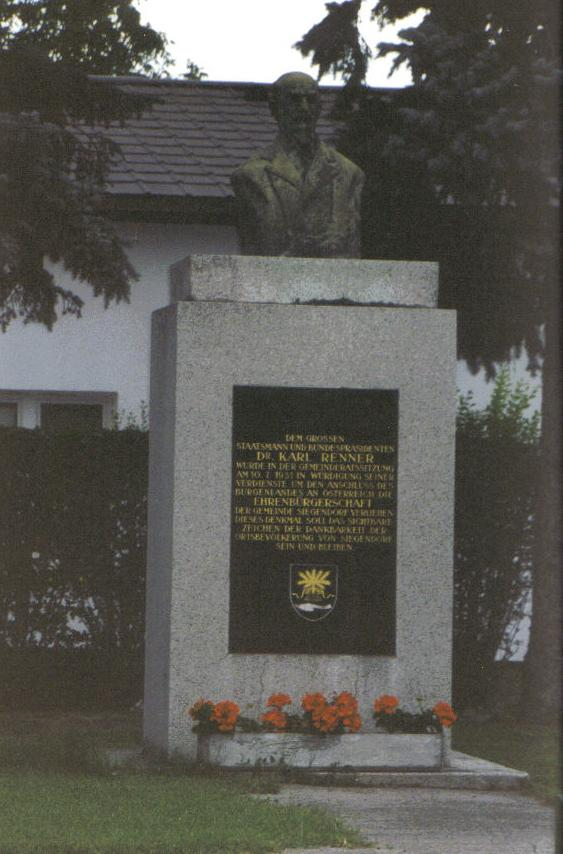
Staatskanselier Karl Renner

Op 12 november 1918 koos de Staatsraad Karl Renner, een gematigde socialist, tot Staatskanselier, een functie vergelijkbaar met dat van minister-president. Viktor Adler, de staatssecretaris (d.i. minister) van Buitenlandse Zaken, die al zwaar ziek was, overleed nog diezelfde dag en hij werd opgevolgd door zijn partijgenoot Otto Bauer. Hoewel de socialisten van meet af aan de Staatsraad domineerden, bleven de oorspronkelijke Christelijk-Sociale en Groot-Duitse leden gewoon in functie. Zowel de sociaaldemocraten als de Groot-Duitsers waren voorstander van een Anschluss met Duitsland. De CS was aanvankelijk tegen, maar ging - om economische redenen - overstag. In december 1918 nam de Voorlopige Nationale Vergadering een grondwet aan, de Dezemberverfassung, waarin de Duits-Oostenrijkse staat werd omschreven als een deel van het Duitse Rijk.
De Voorlopige Nationale Vergadering stelde in april 1919 een delegatie samen onder leiding van Staatskanselier Renner om met de Entente over vrede te onderhandelen. In Saint-Germain-en-Laye, nabij Parijs, vonden de onderhandelingen plaats. Algauw bleek de Entente bereid Oostenrijk als nieuwe staat te erkennen, maar verbood de term Duits-Oostenrijk en sloot een Anschluss met Duitsland uit. Op 10 september werd het Verdrag van Saint-Germain gesloten. Het resultaat was dat er van Oostenrijk weinig meer overbleef dan een rompstaat dat veel - ook door Duitsers bewoonde - gebieden verloor. De Staatsraad als voorlopige regering en ook het voorlopig parlement hadden nu hun betekenis verloren. De Staatsraad met haar staatssecretarissen werd dan ook medio 1920 vervangen door een bondsregering met ministers en de Voorlopige Nationale Vergadering maakte plaats voor een tweekamerparlement met de Nationale Raad (Nationalrat) als lagerhuis en de Bondsraad (Bundesrat) als Hogerhuis.

### Samenstelling Staatsraad 1918-1919
- Directorium:
  - Franz Dinghofer (DnP)
  - Mgr. Johann Nepomuk Hauser (CS)
  - Karl Seitz (SDAPÖ)
  - Karl Renner, staatskanselier (regeringsleider) (SDAPÖ)
  - Julius Sylvester, notaris (DnP)

- Leden:
  - Simon Abram (SDAPÖ)
  - Viktor Adler (SDAPÖ) †12.11.1918
  - Josef von Baechlé (CS)
  - Franz Domes (SDAPÖ)
  - Jodok Fink (CS)
  - Robert Freissler (DnP)
  - Josef Mayer (DnP)
  - Wilhelm Miklas (CS)
  - Julius Ofner (DnP)
  - Raphael Pacher (DnP)
  - Mgr. Aemilian Schöpfer (CS)
  - Michael Schoiswohl (CS)
  - Josef Seliger (SDAPÖ)
  - Otto Steinwender (DnP)
  - Josef Stöckler (CS)
  - Julius Sylvester (DnP)
  - Oskar Teufel (DnP)
  - Karl Urban (DnP)
  - Viktor Waldner (DnP)
  - Karl Hermann Wolf (DnP)

## Bondsstaat Oostenrijk
Tijdens de Bondsstaat Oostenrijk (1934-1938) kende Oostenrijk ook een Staatsraad. Deze telde 40 tot 50 door de Bondspresident aangewezen personen. Deze Staatsraad kende een louter adviserende rol.

## Verwijzingen
1. ↑  14-18. De Eerste Wereldoorlog, door: Dr. R.L. Schuursma, 1976, dl. 5, blz. 1688
2. ↑  14-18. De Eerste Wereldoorlog, door: Dr. R.L. Schuursma, 1976, dl. 5, blz. 1696
3. ↑  Dit is niet hetzelfde als een abdicatie
4. ↑  http://www.aeiou.at/aeiou.encyclop.s/s737221.htm